# اس‌تی‌اس-۴۱-بی
اس‌تی‌اس-۴۱-بی دهمین مامورت شاتل فضایی ناسا بود، که در تاریخ ۳ فوریه ۱۹۸۴ پرواز و در ۱۱ فوریه به زمین نشست. این چهارمین پرواز شاتل چلنجر بود. این مأموریت پس از اس‌تی‌اس-۹ انجام شد اما به دلیل تغییر سامانه شماره‌گذاری به ۴۱-بی تغییر کرد؛ بنابراین روش شماره‌گذاری سابق، مأموریت پروازی فعلی می‌بایست به‌جای اس‌تی‌اس-۱۱ به اس‌تی‌اس-۴۱-بی تغییر نام یابد. مأموریت اصلی اس‌تی‌اس-۱۰ بود که به دلیل تاخیرات در بارِ شاتل، لغو شد.

## خدمه پروازی
| رده          | فضانورد          | فضانورد          |
| ------------ | ---------------- | ---------------- |
| فرمانده      | ونس دی براند     | ونس دی براند     |
| خلبان        | رابرت ال گیبسون  | رابرت ال گیبسون  |
| متخصص پرواز۱ | بروس مک‌کندلس     | بروس مک‌کندلس     |
| متخصص پرواز۲ | رابرت ال استوارت | رابرت ال استوارت |
| متخصص پرواز۳ | رونالد مکنیر     | رونالد مکنیر     |

## پارامترهای مأموریت
- جرم:
  - هنگام پرتاب مدارگرد: ۲۵۰٬۴۵۲ پوند (۱۱۳٬۶۰۳ کیلوگرم)
  - هنگام فرود مدارگرد : ۲۰۱٬۲۳۸ پوند (۹۱٬۲۸۰ کیلوگرم)
  - ظرفیت ترابری دی‌اف‌آی: ۴۹٬۲۱۴ پوند (۲۲٬۳۲۳ کیلوگرم)
- حضیض : ۱۶۶ مایل دریایی (۳۰۷ کیلومتر)
- اوج : ۱۷۱ مایل دریایی (۳۱۷ کیلومتر)
- زاویهٔ شیب مدار: ۲۸٫۵ درجه
- دوره تناوبی : ۹۰٫۸ دقیقه

### راهپیمایی فضایی
- مک‌کندلس و استوارت  – راهپیمایی فضایی ۱
- آغاز: ۷ فوریه ۱۹۸۴
- پایان: ۷ فوریه ۱۹۸۴
- طول: ۵ ساعت و ۵۵ دقیقه
- مک‌کندلس و اتسوارت  – راهپیمایی فضایی ۲
- آغاز: ۹ فوریه ۱۹۸۴
- پایان: ۹ فوریه ۱۹۸۴
- طول: ۶ ساعت و ۱۷ دقیقه

## خلاصه مأموریت

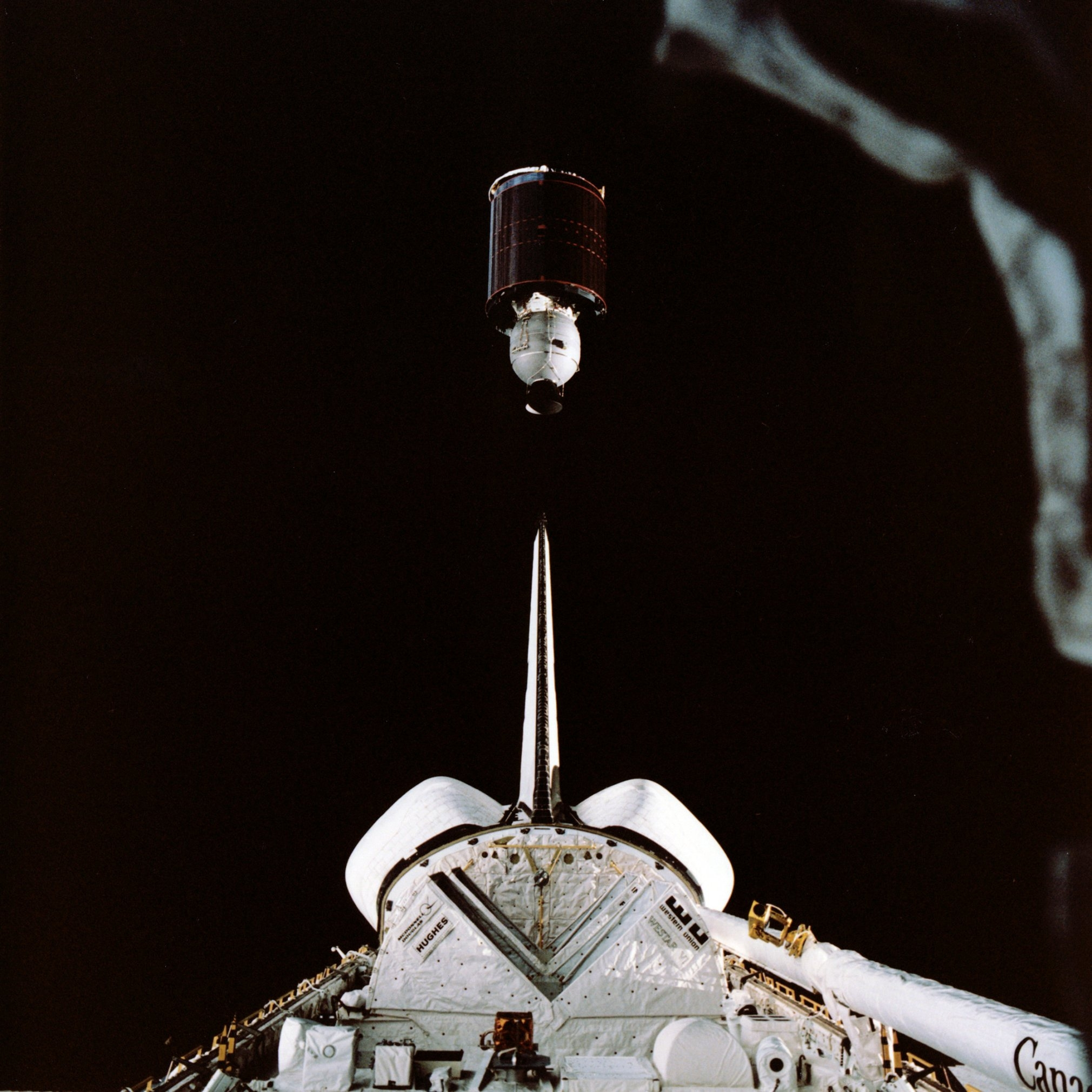
پاپالا-بی-۲، بعد از استقرار

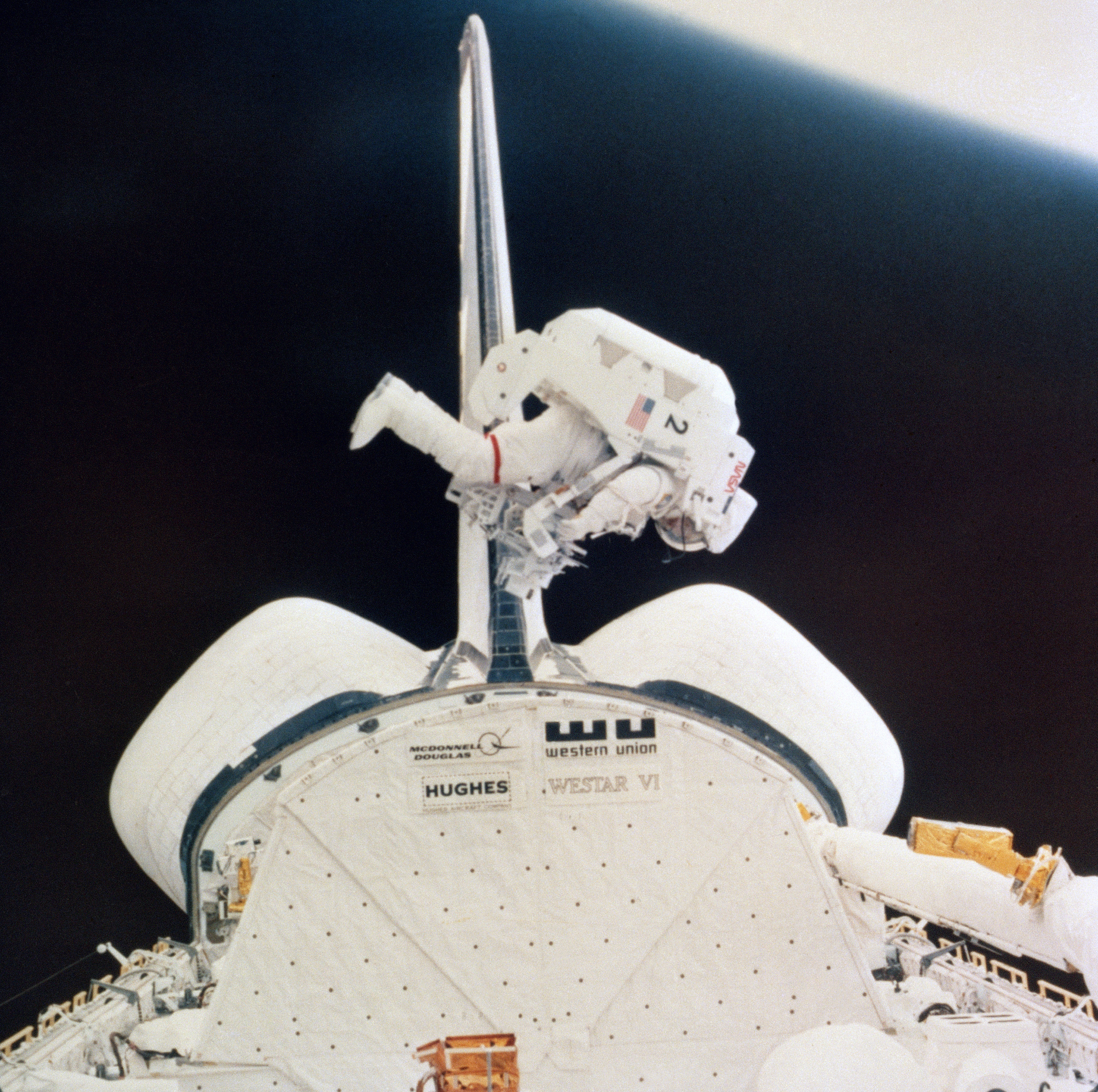
فضانورد مک‌کندلس در حال کار با واحد انتقال سرنشین‌دار.

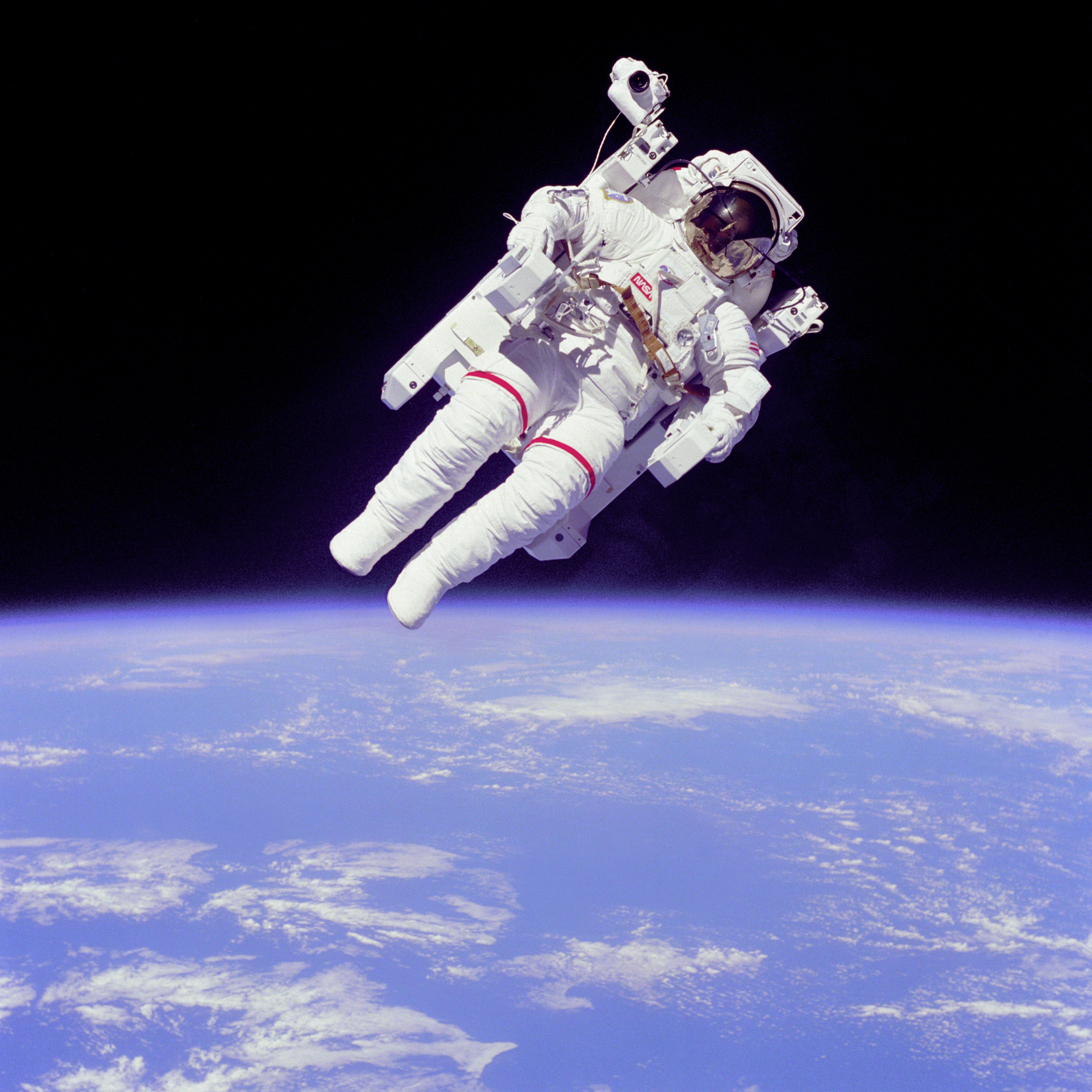
بروس مک‌کندلس دوم در حال کار با و.ا. س در بالایِ زمینِ ابری.

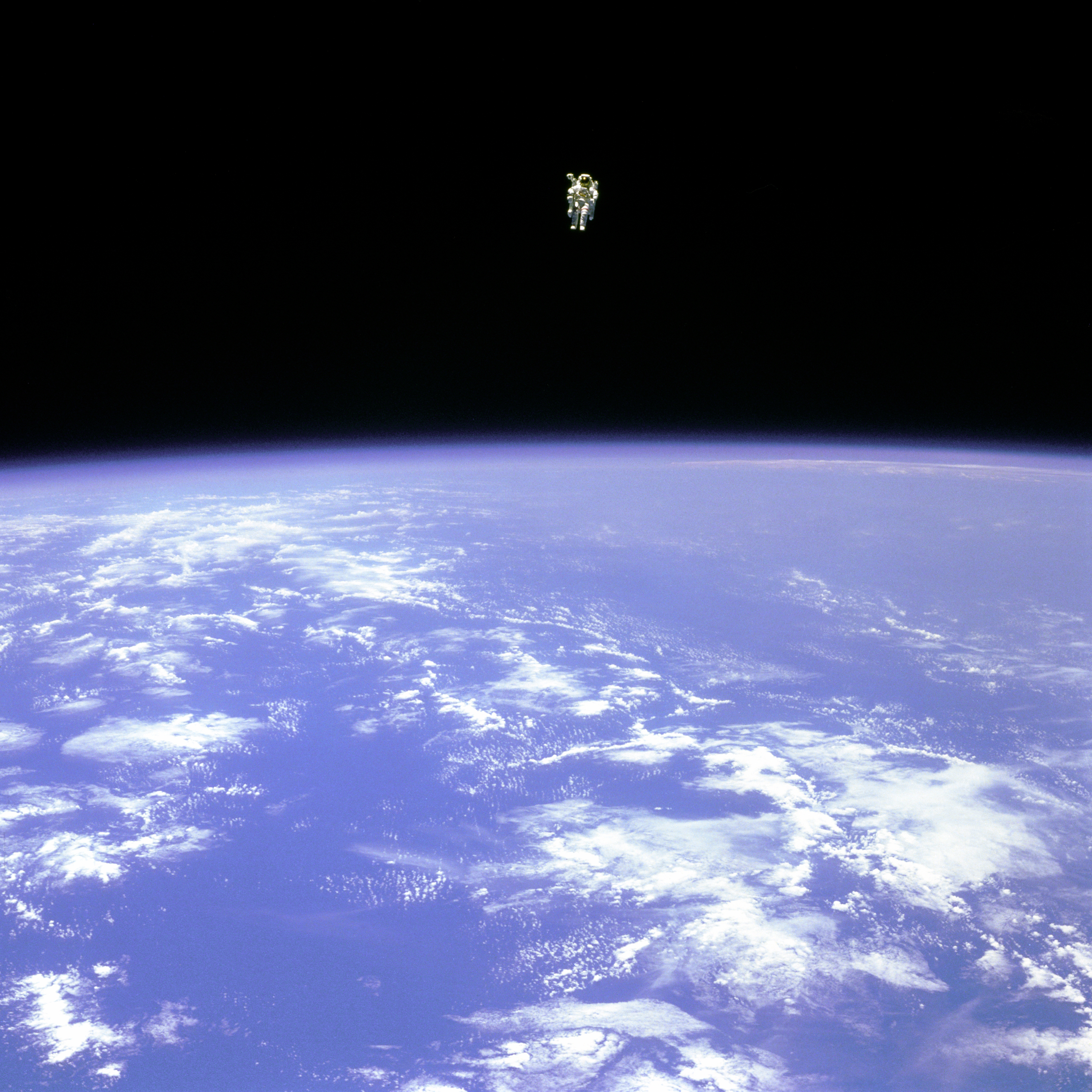
مک‌کندلس به بیشترین فاصله از شاتل چلنجر می‌رسد.

چلنجر از مرکز فضایی کندی در ۳ فوریه ۱۹۸۴ ماموریتش را آغاز کرد. دو ماهواره مخابراتی حدود ۸ ساعت پس از آغاز مأموریت در مدار مستقر شد، یکی وستار و برای وسترن یونیون و دیگری پالاپا بی-۲ برای اندونزی. ماژول حمل محموله برای هر استقرار دو ماهواره دچار اشتباه شد و هر دو ماهواره در مداری پایین‌تر از حد انتظار قرار گرفت. در نتیجه، هر دو ماهواره در ماموریتِ اس‌تی‌اس-۵۱-ا با موفقیت بازیابی شد. در بین خدمه اس‌تی‌اس-۴۱-بی، فرمانده ونس دی براند دومین پروازش را انجام داد.
در روز چهارمِ مأموریت، فضانورد مک‌کندلس و استوارت اولین راهپیمایی فضایی را به شکل جدید انجام دادند. راهپیمایی‌ایی که بدون اتصال به ایستگاه و به کمک واحد انتقال سرنشین‌دار انجام شد؛ که اولین در نوع خودش بود. مک‌کندلس نیز اولین ماهواره انسانی در مدارِ زمین بود که در مدار ۳۲۰ فوت (۹۸ متر) بود. در هفتمین روز مأموریت ساتوارت و مک‌کندلس هر دو راهپیمایی فضایی انجام دادند تا روالیِ جذبِ ماهواره را تمرین نمایند؛ ماهواره سولار ماکسیسم می‌بایست از فضا جذب و تعمیر گردد که برای اس‌تی‌اس-۴۱-سی برنامه‌ریزی شده‌بود.
اس‌تی‌اس-۴۱-بی همچنین موفق به پروازدادن ماهواره اس‌پاس-۱ شد. این ماهواره متعلق به آلمان غربی بود. اینبار نیز محموله به دلیل مشکلات برقی در محل محمل حموله باقی‌ماند. در این مأموریت شش موش زنده در عرشه میانی حضور داشت. به علاوهٔ یک دوریین سینماییِ ۳۶۰.
۷ روز و ۲۳ ساعت و ۱۵ دقیقه و ۵۵ ثانیه، زمان دقیق مأموریت شاتل بود که در ۱۱ فوریه ۱۹۸۴ به پایان رسید. ساعت فرود ۷:۱۵ صبح به وقت شرقی بود. برای اولین بار شاتل در تأسیسات فرود شاتل در مرکز فضایی کندی فرود آمد. این اولین فرودِ شاتل در این مرکز بود. از این فرود یک فیلمِ مستند به شکل آیمکس تهیه شد. نام آن آرزو زندست نام گرفت. شاتل چلنجر در این پرواز ۲٫۸ میلیون مایل پرواز و ۱۲۷ دور به دور زمین چرخید.

## نشان مأموریت
این نشان توسط رابرت مک‌کال طراحی شده بود که با ۱۱ ستاره، به نشان یازدهمین پرواز شاتل، مزین شده بود. سطحِ نشان بیانگر استقرار ماهواره در سمت چپ نشان، و فضانوردی بر روی واحد حمل سرنشین در سمت راست نشان بود.

## زنگ بیدارباش
ناسا شروع سنت نواختن موسیقی برای فضانوردان را طی برنامه جمینی و اولین بار برای خدمهٔ آپولو ۱۵ آغاز کرد.
این آهنگ‌ها توسط اعضای خانواده یا خود فضانورد انتخاب شده و برای او در شروع روز پخش می‌شود.
| روز پرواز | آهنگ                                                | هنرمن/سازنده      | پخش برایِ                  |
| --------- | --------------------------------------------------- | ----------------- | ------------------------- |
| روز ۲     | پخش از رویِ همه‌پخش، عنوانش نامعلوم است               | کنتراباند         | ران مکنیر                 |
| روز ۳     | "قطار آ را بگیر"                                    | کنتراباند         |                           |
| روز ۴     | "کلورادویِ درخشانِ درخشان "                           | دانشگاه کلورادو   | ونس براند                 |
| روز ۵     | " زد و خوردی نیروهای نظامی"                         |                   |                           |
| روز ۶     | "دانشگاه کارولینای شمالی" از جنوب می‌سی‌سی‌پی تا شمال" |                   | ران مکنیر رابرت الاتسوارت |
| روز ۷     | "آهنگ از برزگترین قهرمانان آمریکا"                  |                   |                           |
| روز ۸     | "آهنگ نیروی هوایی"                                  | نیروی هوایی کپکام |                           |
| روز ۹     | "سر حال"                                            | کنتراباند         |                           |

## پیوند
- توصفات مأموریت ناسا بایگانی‌شده  در ۴ مه ۲۰۱۲ توسط Wayback Machine
- اطلاعاتِ اضافی بایگانی‌شده  در ۱۶ ژوئیه ۲۰۱۲ توسط Wayback Machine
- اس‌تی‌اس-۴۱ب، نکات برجسته ویدئویی